# سونی اریکسون ساتیو

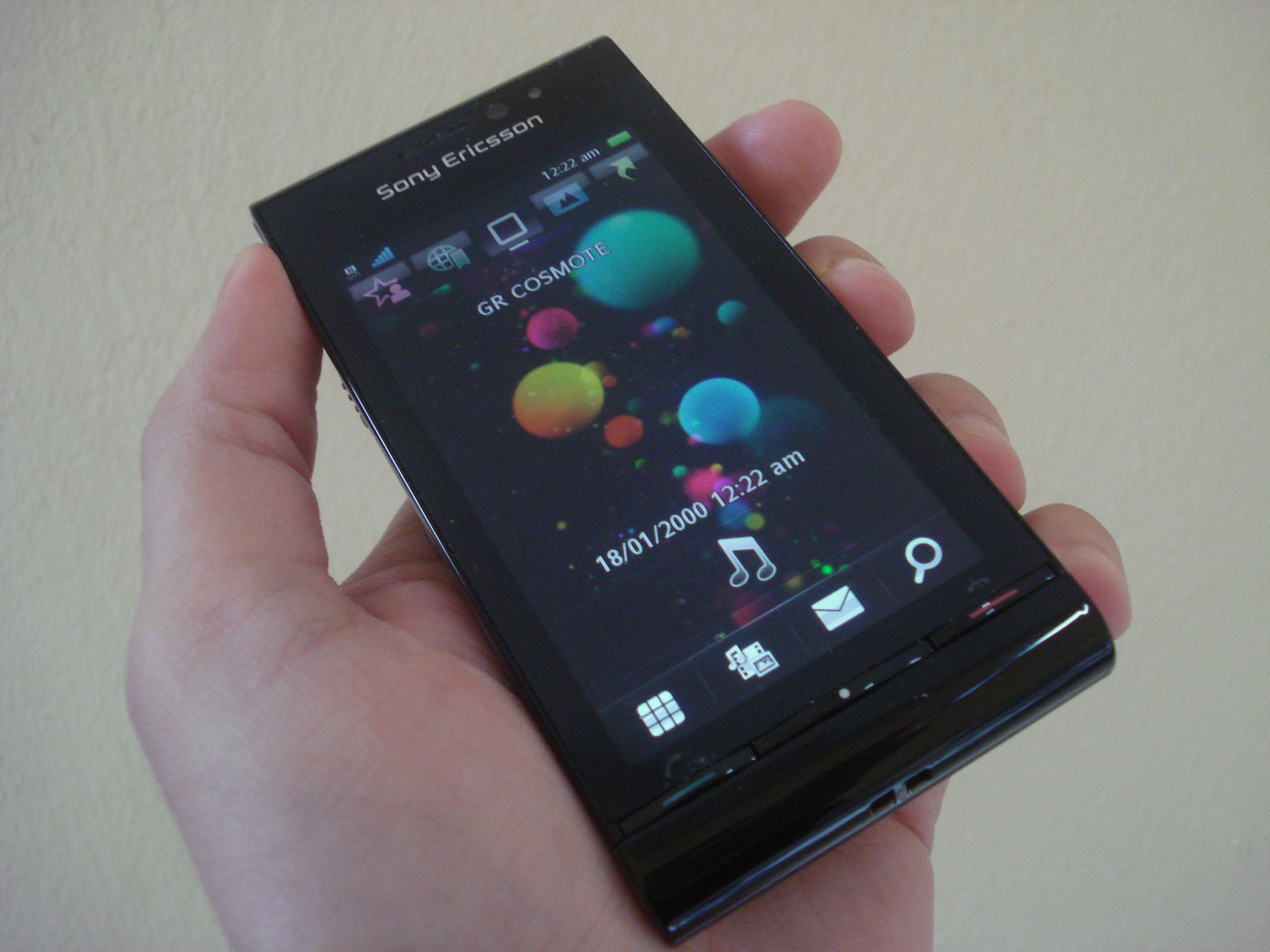
تلفن همراه سونی اریکسون ساتیو.

سونی اریکسون ساتیو (به انگلیسی: Sony Ericsson Satio)، یک‌نمونه از گوشی‌های تلفن همراه سری یو (به انگلیسی: U) شرکت سونی اریکسون می‌باشد که توسط همین شرکت به بازار عرضه شده‌است.